# ملبنة دجاجية
المُلَبِّنَة الدجاجية (باللاتينية: Lactobacillus gallinarum) نوع بكتيري من جنس المُلَبِّنَات.